# Norea
Norea är en mytologisk kvinnlig gestalt inom gnosticismen, men hon nämns också inom andra religioner under de första århundradena e.Kr. De antika skrifterna är motstridiga. Vissa ser henne som dotter till Eva, andra som Noas hustru. Vissa ser henne som god, andra ser henne som ond.

## Bakgrund
De äldsta bevarade beskrivningarna av den gnostiska tron gavs av kyrkofäderna. De förde en kamp mot gnosticismen och gav därmed en sorts fiendebild av den disparata gnosticismen, men deras skrifter var länge vår viktigaste källa. Läget förändrades när man 1945 fann en mängd gnostiska skrifter från 300-talet vid Nag Hammadi i Egypten. Dessa var inbördes motstridiga, men gav tillsammans med kyrkofädernas nedteckningar och samtida judiska myter och berättelser en tydligare bild av de olika gnostiska traditionerna. Ett gemensamt drag hos de flesta var, att de såg världen som skapad inte av den högste guden utan av en lägre gudom, en arkont eller demiurg.

## Norea
Det första omnämnandet av Norea finns hos kyrkofadern Irenaeus (ca 130-202 e.Kr). Andra kyrkofäder som nämner henne är Philastrius och Epiphanius (båda på 300-talet). I Nag Hammadi-biblioteket från 300-talet nämns Norea på tre ställen, i Arkonternas väsen, i Noreas tanke samt indirekt i Om världens skapelse där skriften Noreas första bok omtalas. Hon förekommer också i rabbinsk-judisk tradition liksom i mandeisk och manikeisk litteratur.
Norea beskrivs på mycket olika sätt i de olika källorna. I gnostiska skrifter brukar hon skildras som syster och hustru till Evas tredje son, Set (alltså inte hustru till brodermördaren Kain). Hon sågs därmed som andlig moder till den gnostiska riktningen setianism. När arkonterna försöker att våldta henne ropar hon på hjälp och ängeln Eleleth kommer till hennes undsättning. Eleleth berättar också för henne sanningen om världens skapelse, att det finns högre varelser än arkonterna. En judisk källa från Qumran berättar om en fallen ängel som försöker förföra Naama (=Norea). Hon uttalar då tetragrammaton, JHVH, stiger upp mot himlen och blir en stjärna. Detta kan vara ursprunget till den gnostiska uppfattningen att hon har kännedom om gudomliga hemligheter.
När Noa bygger arken försöker Norea, nu hans hustru, att gå ombord men förhindras av Noa eftersom hon varit olydig mot skaparguden, dvs mot en arkont. Hon förstör då arken med eld. Epiphanius skriver att hon handlade på uppdrag av den högre kvinnliga gudomen Barbelo, medan Noa lydde de lägre arkonterna.
De gnostiska källorna, i synnerhet de setianska, ser alltså Norea som en företrädare för det goda och sanna. Hon är Sets kvinnliga komplement och en kvinnlig förebild. Hon blir visserligen hjälpt av den manlige ängeln Eleleth, men uppvisar också stor andlig intuition och har kännedom om gudomliga hemligheter. Hon blir räddad av himmelska makter, men ses också själv som en frälsarfigur. Det är Norea som för vidare kunskapen om världens egentliga tillblivelse till senare generationer. Hon är garant för att människorna fortfarande har möjlighet att nå tillbaka till sitt gudomliga ursprung.
Andra källor tecknar en annan bild av Norea. Judiska texter spårar figurens ursprung till Noas hustru Naama. Hon är barnbarns barnbarn till Kain, alltså inte till Set. Enligt en tradition är hon en oanständig förförerska som umgås med ”Guds söner”, alltså fallna änglar. Hon går omkring helt naken. Hon kan andas ut eld. I koranen betraktas Noas hustru, alltså Norea, som ond.
Det finns idag inte heller någon samsyn om hur Noreagestalten har utvecklats. Vissa forskare menar att inflytandet gått i båda riktningarna, alltså att gnostiska traditioner också har påverkat den medeltida judiska synen på henne.

## Namnet Norea
Namnet Norea förekommer med flera olika stavningar, bland andra Noria, Noraia, Horea, Horaia, Noraita och alltså Naama. Naama betyder kärleksfull eller behaglig. Birger A. Pearson, en de första som översatte Nag Hammadi-skrifterna, har rett ut hur namnet Naama kan ha förvandlats till Norea rent språkligt. Andra forskare finner hans förklaring trovärdig.

## Noreas saga
Författaren Marianne Fredriksson gav 1983 ut romanen Noreas saga som fritt bygger på Norea-myten. Fredriksson tar fasta på att gnosis innebär intuitiv kunskap om det egna jaget som ses som identiskt med Gud.